# Щепанув (Любуське воєводство)
Щепанув (пол. Szczepanów, нім. Zeipau) — село в Польщі, у гміні Ілова Жаґанського повіту Любуського воєводства.
Населення — 238 осіб (2011).
У 1975-1998 роках село належало до Зеленогурського воєводства.

## Демографія
Демографічна структура станом на 31 березня 2011 року:
|          | Загалом | Допрацездатний вік | Працездатний вік | Постпрацездатний вік |
| -------- | ------- | ------------------ | ---------------- | -------------------- |
| Чоловіки | 109     | 23                 | 77               | 9                    |
| Жінки    | 129     | 33                 | 69               | 27                   |
| Разом    | 238     | 56                 | 146              | 36                   |